# Пухнер, Мирьям
Мирьям Пухнер (нем. Mirjam Puchner; род. 18 мая 1992, Зальцбург) — австрийская горнолыжница, серебряный призёр Олимпийских игр 2022 года, серебряный призёр чемпионата мира 2025 года, победитель этапов Кубков мира. Специализируется в скоростных дисциплинах.

## Биография и спортивная карьера
Мирьям родилась в Шварцах-им-Понгау. В детстве она увлеклась горными лыжами и уже в школьном возрасте добивалась многочисленных побед на региональном,национальном и международном уровнях. В 2005 и 2006 годах она дважды становилась чемпионкой Австрии среди школьников в супергиганте.
До 14 лет она успешно занималась теннисом и летом выступала в турнирах местного уровня, однако предпочла активные занятия горными лыжами. В январе 2009 года она стала чемпионкой Австрии среди юношей в гигантском слаломе в своей возрастной группе. На взрослом чемпионате Австрии 2010 года она завоевала бронзовую медаль в суперкомбинации.
В марте 2010 года Пухнер впервые приняла участие в соревнованиях на Кубок Европы. В декабре 2010 года она впервые поднялась на подиум этого престижного соревнования. На своем первом юниорском чемпионате мира в Кран-Монтане она заняла 13-е место в супергиганте и 18-е место в скоростном спуске. Год спустя, на чемпионате мира среди юниоров 2012 в Роккаразо она смогла занять два восьмых места в гигантском слаломе и в комбинации.
12 января 2013 года Мирьям Пухнер дебютировала на этапе Кубка мира, финишировав 47-й в скоростном спуске в Санкт-Антоне. Первые очки она завоевала 21 декабря 2013 года, заняв 29-е место в скоростном спуске в Валь-д'Изере. 13 января 2014 года она одержала первую победу на этапе Кубка Европы в супергиганте. Свою первую победу на Кубке мира она отпраздновала 16 марта 2016 года в скоростном спуске в Санкт-Морице. Здесь же на это трассе, 8 февраля 2017 года, она получила травму во время тренировки на трассе скоростного спуска, которая выбила её на длительное время. Восстановившись, осенью 2017 года она вновь получает травму — перелом большеберцовой и малоберцовой костей правой ноги и пропускает олимпийский сезон.
13 марта 2019 года она неожиданно одержала вторую победу на этапе Кубке мира в Сольдеу в ветреную погоду на трассе скоростного спуска.
8 февраля 2025 года на чемпионате мира в Зальбахе завоевала серебряную медаль в скоростном спуске. 

## Выступления на крупнейших соревнованиях

### Зимние Олимпийские игры
| Олимпийские игры | Скоростной спуск | Супергигант | Гигантский слалом | Слалом | Комбинация | Команды |
| ---------------- | ---------------- | ----------- | ----------------- | ------ | ---------- | ------- |
| 2022 Пекин       | 8                | 2           | —                 | —      | —          | —       |

### Чемпионаты мира
| Чемпионат мира         | Скоростной спуск | Супергигант | Гигантский слалом | Слалом | Комбинация | Команды | Паралл. гигантский слалом |
| ---------------------- | ---------------- | ----------- | ----------------- | ------ | ---------- | ------- | ------------------------- |
| 2021 Кортина-д’Ампеццо | 11               | —           | —                 | —      | —          | —       | —                         |
| 2023 Куршевель         | 4                | 19          | —                 | —      | —          | —       | —                         |
| 2025 Зальбах           | 2                | —           | —                 | —      | 5          | —       | н/д                       |

### Кубок мира

#### Победы на этапах Кубка мира (2)
| № | Сезон   | Дата          | Место проведения | Дисциплина           |
| - | ------- | ------------- | ---------------- | -------------------- |
| 1 | 2015/16 | 16 марта 2016 | Санкт-Мориц      | Скоростной спуск     |
| 2 | 2018/19 | 13 марта 2019 | Сольдеу          | Скоростной спуск (2) |